# Matt McGorry
Matthew David McGorry (ur. 12 kwietnia 1986 w Nowym Jorku) – amerykański aktor. Znany przede wszystkim z roli Johna Bennetta w serialu Netflixa Orange Is the New Black oraz Ashera Millstone'a w serialu ABC Sposób na morderstwo.